# لوئیس وبر
لوئیس وبر (به انگلیسی: Lois Weber) ۱۳ ژوئن ۱۸۷۹ - ۱۳ نوامبر ۱۹۳۹ یک هنرپیشه، تدوین‌گر، تهیه‌کننده فیلم، فیلم‌نامه‌نویس و کارگردان اهل ایالات متحده آمریکا بود.
او را مهمترین کارگردان زن در تاریخ صنعت سینما در آمریکا و یکی از پرکارترین کارگردانان فیلم در عصر فیلم‌های صامت می‌دانند. لوئیس وبر در سال ۱۹۱۶ (میلادی) بیش‌ترین دستمزد را در میان کارگردانان مرد و زن استودیویی در آمریکا می‌گرفت. او نخستین زنی است که فیلم بلند تاجر ونیزی (۱۹۱۴) را کارگردانی کرد.

## آغاز زندگی هنری
او در جوانی، در پنسیلوانیا در تبلیغ آموزه‌های مسیحیت به کلیسا خدمت می‌کرد و آوازهای مذهبی می‌خواند. اما پس از مدت کوتاهی برای رساندن پیام‌های دلخواه و مفید اجتماعی خود، سینما را برگزید. در زمانی که بازیگری حرفه‌ای برای زنان، کار آبرومندی انگاشته نمی‌شد در نمایش‌ها بازی می‌کرد. پس از ازوداج با فیلیپس اسمالی تئاتر را رها کرد و با یکدیگر به فیلم‌سازی رو آوردند.

## موضوع فیلم‌ها
فیلم‌های او موضوع‌های نامتعارف و بحث‌برانگیزی مانند برهنگی، سقط جنین، تن‌فروشی، و پیشگیری از بارداری داشتند. سرشناس‌ترین اثر او «بچه‌های من کجا هستند؟» اثری انتقادی در مورد تن‌فروشی، و پیشگیری از بارداری بود. برخی از آثار او به خاطر هنجارشکنی آن دوران هرگز به نمایش در نیامدند. مانند «بچه‌های من کجا هستند؟» درباره برهنگی و آخرین فیلم او «اوج التهاب» (۱۹۳۴) دربارهٔ دوستیِ یک زنِ سفیدپوست با یک مردِ سیاه‌پوست بود.

## گُم‌نامی
او در ۱۹۲۲ (میلادی) از اسمالی جدا شد و در ۱۹۲۶ (میلادی) با با هَری گَنتز ازدواج کرد. اما گنتز سرمایه او را بر باد داد. وبر در ۱۹۳۹ (میلادی) در تنهایی، ورشکستگی، و از یادها رفته، درگذشت.

## فیلم‌شناسی
- تعلیق (۱۹۱۳) - کارگردان و بازیگر[۱]
- ریاکاران (۱۹۱۵)[۱]
- تاجر ونیزی (۱۹۱۶) - کارگردان و بازیگر
- کفش‌ها (۱۹۱۶)[۱]
- دختری لال از پوتیچی (۱۹۱۶)[۱]
- بچه‌های من کجا هستند؟ (۱۹۱۶) - کارگردان[۱]
- شبح اپرا (۱۹۲۵) - تدوین‌گر
- اوج التهاب (۱۹۳۴) - کارگردان